# 介壽里 (新北市板橋區)
25°01′14″N 121°28′08″E / 25.0206328°N 121.4688273°E
介壽里為台灣新北市板橋區轄下之一里，面積約0.07平方公里。該里於1985年12月13日由百壽里分出，臨文化路一段有一幢田明文化金融大樓，是當地地標。